# Пивоварение
Пивоваре́ние — раньше набор приёмов и способов ремесла, теперь технология, применяемая в пивоваренной промышленности — отрасли пищевой промышленности, то есть технология промышленного производства пива методом ферментации.

## История

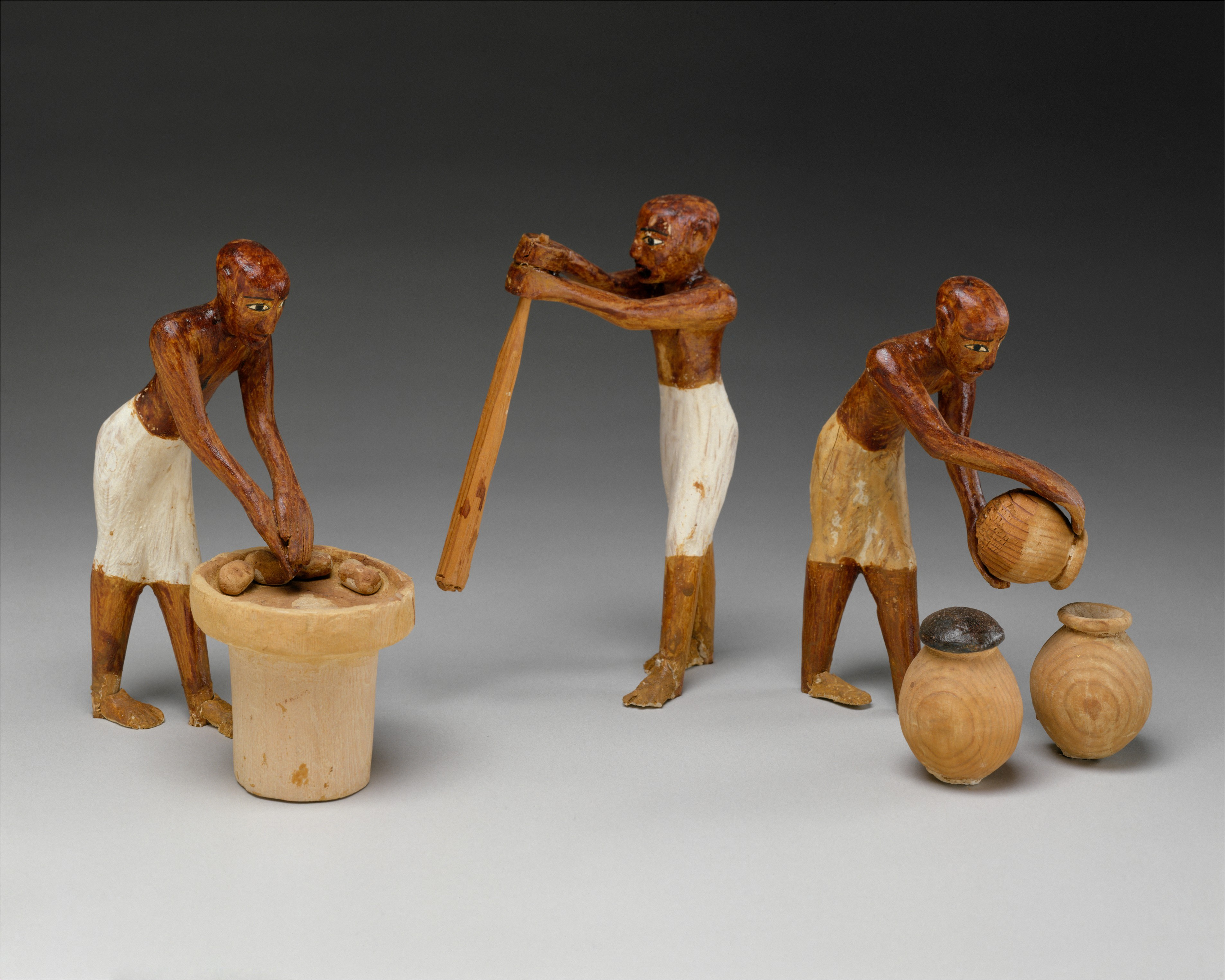
Модель пекарей и пивоваров из сердаба гробницы Мекетре (TT280), около 1981−1975 годы до н. э. Древний Египет. Метрополитен-музей

Пивоварение появилось на территории Передней Азии с началом земледелия
Самые ранние свидетельства о варке пива происходят из района древнего Ирана и шумерской культуры Древней Месопотамии периода около 3500—2900 годов до н. э. Находки свидетельствуют также, что примерно в это время пивоварением занимались и египтяне, а позже вавилоняне. От египтян пивоварение перенимают евреи. На древнейших шумерских глиняных табличках встречается гимн богине-покровительнице пивоварения Нинкаси. В архиве древнесирийского города Эбла упоминается, что эблаиты варили разнообразные сорта пива.
При большом количестве найденных кувшинов с остатками пива, не известны древние пивоварни. Предполагается, что приготовлением пива занимались в основном в домашнем хозяйстве, к тому же даже при централизованном и специализированном производстве пива трудно отличить пивоварню от хлебопекарни, поскольку в любом случае присутствуют печи, обожженные зерна злаков, глиняные кувшины.
Пиво имело распространение во всём древнем мире, в частности в древней Греции и древнем Риме (хотя и уступало в популярности вину), древней Армении, его знали кельты и германские народы. Пиво варили из пшеницы, овса, ржи, проса, ячменя и полбы.
В Европе времён раннего средневековья, преимущественно в монастырях, профессионально занимаются пивоварением, развивая его технологию (в частности, начав использовать в качестве консерванта хмель).
Пиво, как правило, изготавливали в северных регионах, где климатические условия не позволяли выращивать виноград. Многим пивоварам приходилось заниматься ещё и изготовлением сидра, чтобы не остаться в убытке, так как в периоды экономического роста их потребители неизменно переходили на вино.
Работы химика и микробиолога Луи Пастера и ботаника Эмиля Христиана Хансена, изучавших дрожжи, вызывающие брожение пива, произвели революцию в пивоваренной промышленности.

## Технология

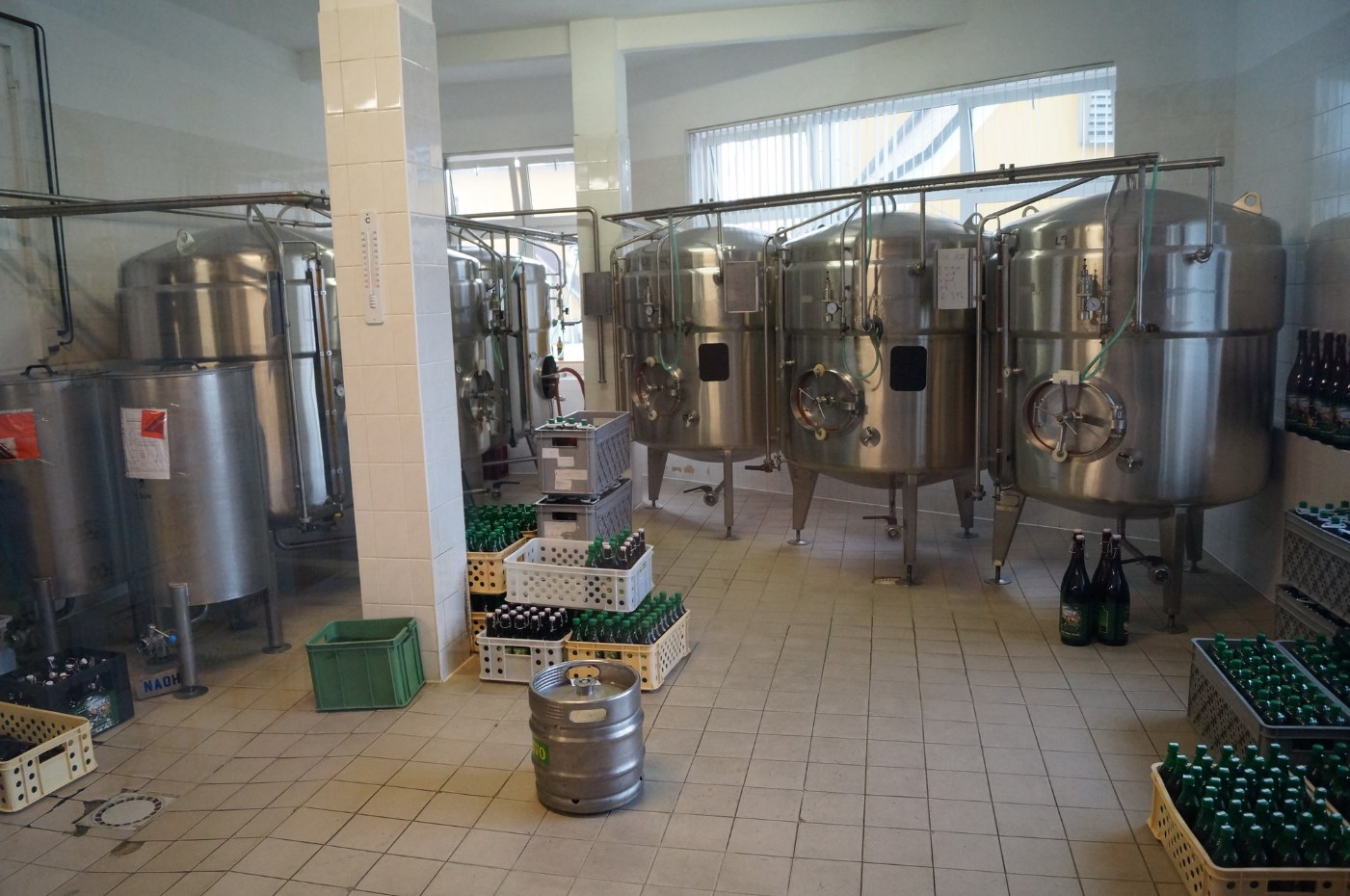
Современный мини-цех по производству пива, Чехия

При всём многообразии используемого сырья и способов варки пива, современная технология производства пива включает следующие этапы:

### Обработка солода
Предназначенное для пивоварения зерновое сырьё требует предварительной обработки, которая заключается в превращении его в пивоваренный солод. Процесс включает в себя проращивание зёрен злаков (чаще всего ячменя), сушку и очистку от ростков. При проращивании крахмал в зёрнах расщепляется на сахара. Различная степень сушки солода применяется для приготовления солода разных типов — светлого, тёмного, чёрного.
Для получения тёмных и особенно карамельных сортов солод поджаривают. Чем сильнее жарят солод, тем больше сахаров карамелизуются в нём. Наиболее тёмные сорта солода не могут использоваться самостоятельно без светлых сортов, так как при обжаривании теряются ферменты, необходимые для осахаривания сусла.
Подработка солода может производиться как на пивоваренном заводе, так и на отдельном предприятии (солодовенном заводе).

### Затирание сусла
В зависимости от рецептуры в начале непосредственного приготовления пива готовится затор — смесь дроблёных зернопродуктов (различных сортов солода и других требуемых ингредиентов), предназначенных для затирания с водой. При смешивании его с водой получается кашица, которая имеет сладковатый вкус от растворённых сахаров солода.
В ходе затирания производят постепенный нагрев с т. н. «температурными паузами», необходимыми для действия различных ферментов. На современном производстве таких пауз несколько:
- 50-52 градуса в течение 10-15 минут (белковая пауза (для расщепления белков)),
- 62-63 градуса 15-30 минут (действует фермент бета-амилаза, который дробит крахмал и декстрины на мелкие фрагменты — олигосахариды, мальтозу),
- 70-72 градуса 30 минут (действует альфа-амилаза, дробящая крахмал на крупные фрагменты — декстрины).

Окончание процесса осахаривания определяют йодной пробой (капли раствора йода не должны синеть). Затем затор нагревают до 78 градусов (для инактивации ферментов и снижения вязкости) и подают на фильтрацию.
Существуют технологии затирания с отварками, когда часть затора кипятится. Обычно такой способ применяют при использовании несоложёного сырья — ячменя, риса, кукурузы, а также при производстве тёмных сортов пива.

### Фильтрация затора
Полученный затор перекачивается в фильтр — чан, где происходит его разделение на неохмелённое пивное сусло и дробину — нерастворимые остатки затора, остающиеся в процессе фильтрации.
Обычно фильтрация состоит из двух стадий. На первой отбирается сусло-самотёк, на второй — дробину промывают горячей водой. Обе порции смешиваются в сусловарочном котле. Таким образом, дробина служит фильтровальной перегородкой.
Также применяют фильтры-прессы, в которых роль фильтровальной перегородки играет синтетический материал, а фильтрация происходит не под действием тяготения, а пневматическим сжатием фильтровальных элементов.

### Кипячение сусла
Сусло варится 1-2 часа с добавлением хмеля и других необходимых ингредиентов. Во время кипячения ароматические и горькие составные части хмеля растворяются, придавая суслу характерные для пива оттенки вкуса и аромата. В это же время коагулируют и выпадают в осадок белковые вещества, а также выпариваются некоторые ароматические компоненты, неблагоприятно влияющие на вкус пива.

### Осветление сусла
Сусло перекачивают в вихревую ванну (вирпул) для отделения нерастворимых остатков ячменя и хмеля. Эти частицы, под действием силы трения слоёв жидкости, собираются в центре днища гидроциклона. После 20-30 минут отстаивания сусло отделяют от нерастворимого остатка — бруха (труба).

### Охлаждение иаэрациясусла
Сусло перекачивается в бродильный резервуар. В процессе перекачки оно охлаждается и насыщается кислородом, необходимым для размножения дрожжей.

### Брожение
Под воздействием заданных в сусло дрожжей происходит брожение, при котором простейшие сахара, содержащиеся в сусле, превращаются в спирт и углекислый газ. Продолжительность брожения и температура процесса зависят от того, какие дрожжи были заданы и какое пиво хотят получить — верхового или низового брожения. В последнем случае полученный на этой стадии продукт (так называемое «молодое пиво») затем помещают в танки лагерного отделения для дозревания. Цель дозревания — улучшение органолептических свойств напитка, расщепление диацетила, сложных эфиров.
Для этого процесса получили широкое распространение т. н. цилиндро-конические танки (ЦКТ), в которых процессы основного брожения и дображивания происходят непрерывно, без перекачки, в одной ёмкости.

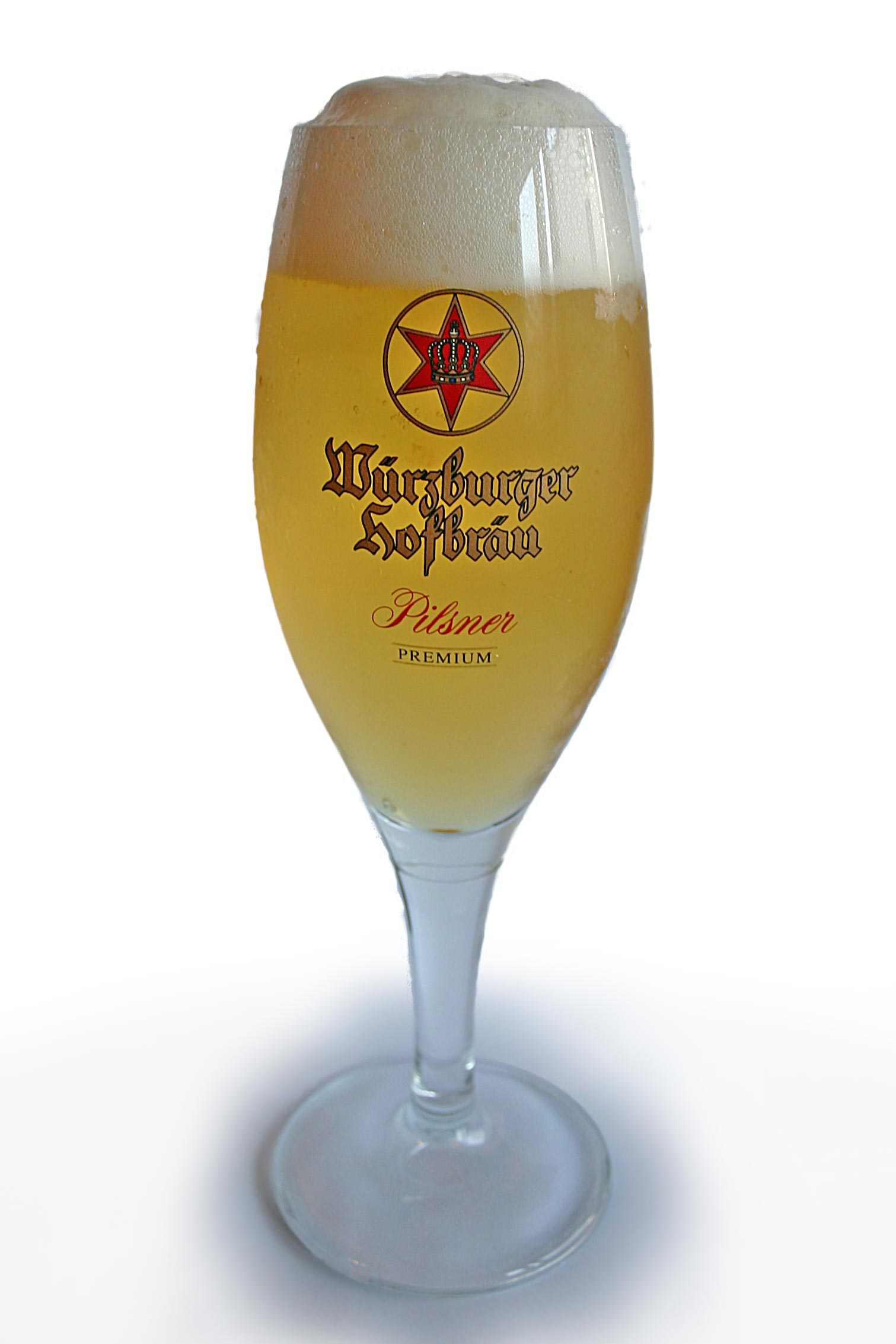
Светлое пиво

### Фильтрация пива
Затем пиво фильтруется от остатков дрожжей. Фильтрация используется обычно в промышленном пивоварении. Используются намывные кизельгуровые фильтры, керамические, фильтры-прессы, а также сепараторы. Некоторые методы фильтрации уничтожают микрофлору пива и увеличивают этим срок его хранения.

### Пастеризация
Некоторые сорта пива подвергаются пастеризации — нагреванию до температуры порядка 68-72 °C для увеличения срока хранения. Считается, что пастеризация ухудшает вкус.

## Требования к качеству сырья
К воде, используемой для пивоварения, также предъявляются высокие требования.
Вода для пивоварения должна обладать качествами питьевой воды в соответствии с действующими нормативами по питьевой воде, то есть удовлетворять всем органолептическим, физико-химическим, микробиологическим и химическим требованиям, предъявляемым к питьевой воде. Кроме того, она должна соответствовать ряду специфических для пивоваренной промышленности технологических требований, соблюдение которых оказывает положительное влияние на процесс приготовления пива.

## Терминология
Некоторые термины, применяемые в пивоварении
- Зелёное пиво — ещё не готовое пиво, полуфабрикат
- Танки открытого брожения — ёмкости для главного брожения пива, используемые в технологии открытого брожения
- Лагерные танки — ёмкости для дображивания и хранения пива на пивоваренных заводах
- Цилиндро-конические танки — универсальные танки, в которых происходит как главное брожение, так и дображивание пива
- Варя — старинная мерная ёмкость (чан) для варения пива, рассчитанная на 110—112 вёдер
- Корчага — старинный большой глиняный сосуд с широким горлышком и суженным днищем

См. также: Пиво в России

## Прочее
Музей пивоварения в Альтенбурге занесен в Книгу рекордов Гиннесса как самый большой музей, посвященный изготовлению пива. Здесь можно ознакомиться с технологическими процессами создания, с правилами хранения пива, а также продегустировать его. Также имеется магазин с огромным ассортиментом сувениров пивной тематики.